# Australostichopus mollis
Australostichopus mollis is een zeekomkommer uit de familie Stichopodidae.
De wetenschappelijke naam van de soort werd in 1872 gepubliceerd door Frederick Wollaston Hutton.